# マルタサッカー協会
マルタサッカー協会（マルタサッカーきょうかい、英語: Malta Football Association）は、マルタにおけるサッカーを統括する競技運営団体。略称はMFA。国際サッカー連盟（FIFA）と欧州サッカー連盟（UEFA）に加盟している。